# Botryllus mortensi
Botryllus mortensi är en sjöpungsart som beskrevs av C.S. Millar 1964. Botryllus mortensi ingår i släktet Botryllus och familjen Styelidae. Inga underarter finns listade.